# Defileul Ovčar-Kablar

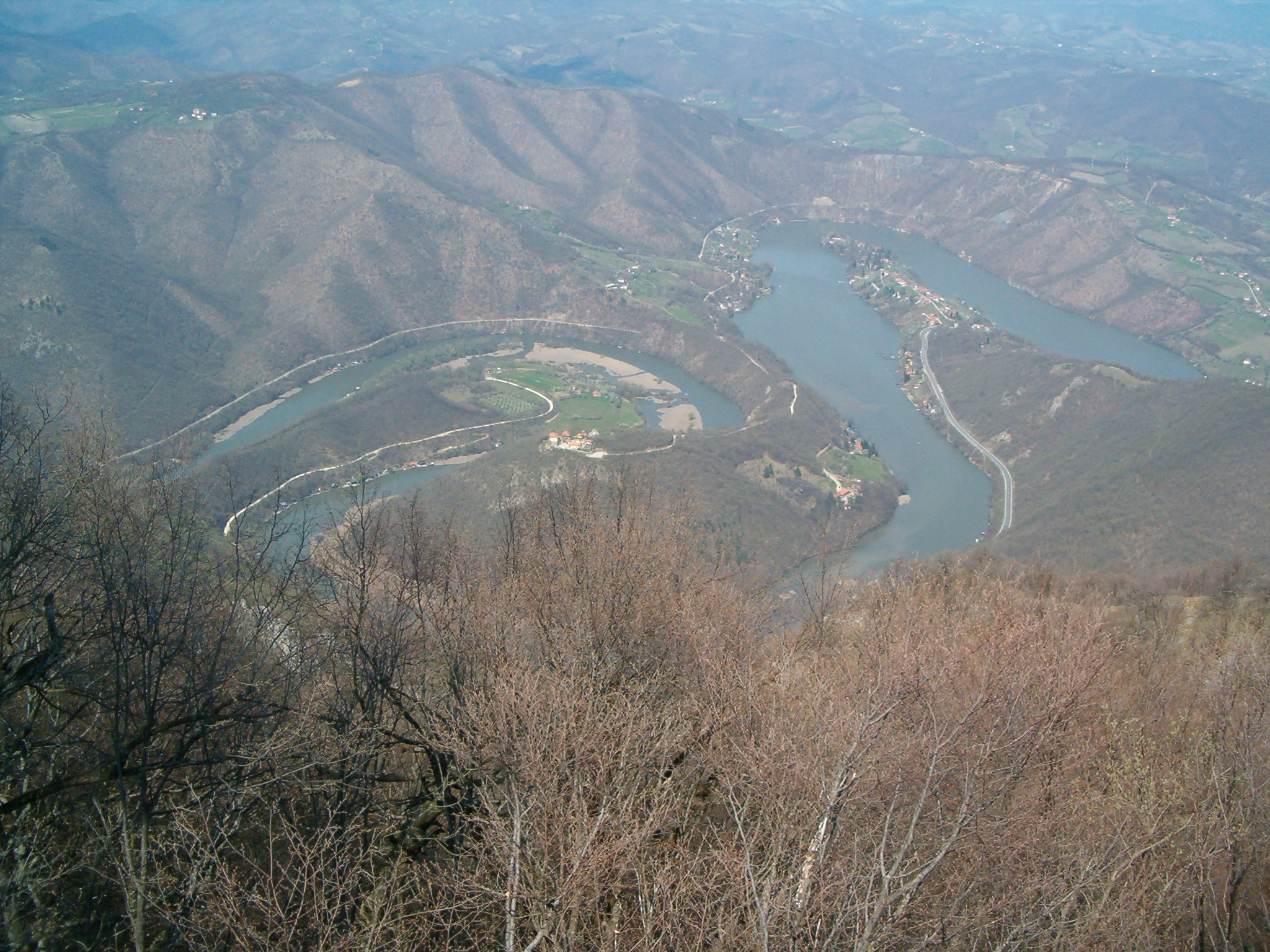
Defileul Ovčar-Kablar

Defileul Ovčar-Kablar (în sârbă Овчарско-кабларска клисура, cu alfabetul latin: Ovčarsko-kablarska klisura) este un defileu din vestul Serbiei, parte componentă a văii râului Morava de Vest. Aici se află peste 30 de mănăstiri construite începând din secolul al XIV-lea, ceea ce face ca zona defileului să fie cunoscută sub numele de „Athosul sârbesc”.

## Formarea defileului și poziția sa geografică
Defileul Ovčar-Kablar se află în vestul Serbiei, la jumătatea distanței dintre orașele Čačak (situat la 17 kilometri către est) și Požega (situat la vest), la aproximativ 155 de kilometri sud-vest de capitala Belgrad.
Aceste chei fac parte din valea compozită a Moravei de Vest, fiind cuprinse între Depresiunea Požega (la vest) și Depresiunea Čačak-Kraljevo (la est). Defileul este săpat de apele râului între muntele Ovčar (985 m), aflat la sud, și muntele Kablar (889 m), aflat la nord, de la care își primește numele. Râul curge meandrat prin defileu pe o lungime de 15 kilometri. De natură epigenetică, Defileul Ovčar-Kablar a avut un rol esențial în geneza întregii văi a Moravei de Vest (cunoscută și ca Pomoravlje de Vest).
Cercetările hidrogeologice efectuate aici în două perioade, 1978-1983 și 1989-1992, s-au dovedit insuficiente. S-a ajuns la concluzia că această zonă reprezintă un teren complex, care conține o cantitate mare de apă. Solul este compus, din punct de vedere geologic, din calcar modelat de mișcările tectonice și carstificat în Triasicul Mijlociu. Terenul a fost forat până la o adâncime de 50 de metri, unde a fost descoperit un izvor de apă fierbinte cu temperatura de 58 °C (136 °F). Există, de asemenea, un izvor neobișnuit de fierbinte în albia Moravei de Vest, care încălzește vizibil apele râului în sezonul de primăvară.

## Economie

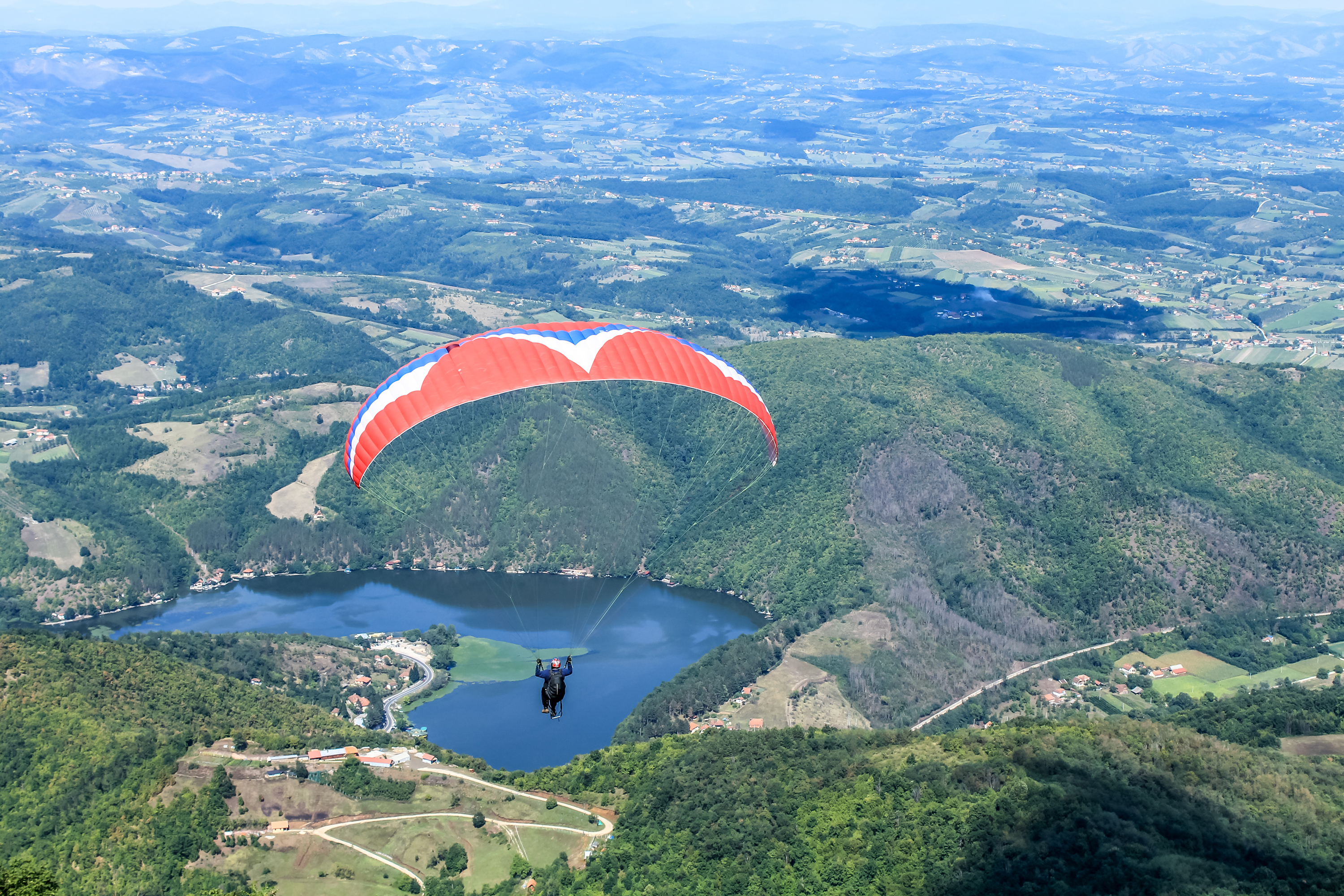
Parapantă deasupra Defileului Ovčar-Kablar.

Stațiunea balneoterapeutică Ovčar Banja este situată în defileu, la o altitudine de 278 de metri. Aici se află un izvor de apă termală sulfuroasă (37,5 grade Celsius), care ajută în tratamentul reumatismului, a bolilor nervoase și a bolilor de piele.
În 1954 cursul râului Morava de Vest a fost stăvilit în defileu atunci când au fost create două baraje hidroenergetice cu lacuri artificiale. Barajul hidroenergetic „Ovčar Banja” a creat mai micul lac Kablar, care a fost umplut de atunci cu mâl aluvionar adus de râu. Celălalt, barajul hidronergetic Međuvršje”, cu o putere de 7 megawați, a creat Lacul Međuvršje cu o suprafață de 1,5 kilometri pătrați. Defileul reprezintă, de asemenea, o cale de acces către calea ferată și către o autostradă care face legătura între centrul și vestul Serbiei.

## Mănăstiri
Primele biserici au fost construite aici la începutul secolului al XIV-lea, după ce mercenarii din Compania Catalană au atacat mănăstirile bizantine de pe Muntele Athos în anii 1307-1309. Clerul ortodox sârb a fugit din peninsulă și s-a stabilit în acest defileu, unde a început să construiască primele mănăstiri. Următorul val al preoților refugiați a avut loc după confruntarea militară sârbo-otomană în Bătălia de pe Marița din 1371. Începând de atunci, au fost construite în defileu peste 30 de mănăstiri, biserici sau lăcașuri de cult. Astăzi au mai rămas doar 10 mănăstiri, o biserică și o peșteră sacră, majoritatea lor datând din perioada ocupației otomane din secolele al XV-lea - al XVIII-lea:
- Mănăstirea „Adormirea Maicii Domnului” (Uspenje), principala mănăstire din defileu, se află pe versantul nordic al muntelui Kablar. Ea este închinată Maicii Domnului. În acest loc se afla inițial turnul Jovanjska cu un clopot puternic („turnul clopotniță Kulina”) care putea fi auzit în orașul Čačak, situat la o distanță de 16 kilometri.[2] O nouă mănăstire a fost construită în 1939[7] pe ruinele vechiului turn, ca o replică a „Bisericii Sfinților Împărați Constantin și Elena” din Ohrid. Ea este o mănăstire de maici, care a fost renovată în 2001.
- Mănăstirea „Intrarea în Biserică a Maicii Domnului” (Vavedenje) se află pe malul drept al Moravei, în secțiunea finală a defileului. Deși legenda spune că a fost construită de marele župan sârb Ștefan Nemanja și de fiul său, Sfântul Sava Nemanjić, în secolul al XII-lea, mănăstirea a fost menționată pentru prima dată în 1452;[1] ea a fost renovată în 1797. Mănăstirea păstrează câteva cărți vechi rare, inclusiv Tetraevanghelul de la Belgrad din 1552.[1][7]
- Mănăstirea „Sfântul Ioan Botezătorul” (Jovanje) se află pe o peninsulă formată într-un meandru al Moravei de Vest, pe drumul Čačak-Ovčar Banja. Situată pe malul stâng, la șase kilometri în amonte de Vavedenje, mănăstirea este înconjurată din trei părți de apele râului. Ea a fost menționată pentru prima dată în 1536.[7] A avut rolul de lavră, centrul administrativ principal pentru toate mănăstirile din defileu.[2] Biserica veche a mănăstirii a fost inundată de apele râului atunci când a fost construit barajul Međuvršje în 1954, iar actuala mănăstire a fost construită în 1957 în apropierea ei. Ea este cunoscută pentru icoana Maicii Domnului Brzopomoćnica. Este o mănăstire de maici.
- Mănăstirea „Sfântul Nicolae făcătorul de minuni” (Nikolje) este situată pe malul stâng, la doi kilometri în amonte de Jovanje, la poalele muntelui Kablar. A fost menționată pentru prima dată în 1476; frescele murale de pe fațada sudică au fost pictate în perioada 1587-1637, iar cele din interiorul navei în 1697.[7] În secolul al XIX-lea era o mănăstire mare, care adăpostea 300 de călugărițe. Prințul rebel Miloš Obrenović, împreună cu familia sa, s-a ascuns aici de turci în 1815, în timpul celei de-a Doua Răscoale Sârbe, și tot aici și-a construit în 1817 un conac. Aici a fost scrisă „Evanghelia de la Nikolje”. Manuscrisul original al Evangheliei a dispărut de la Biblioteca Națională din Niš în timpul Primului Război Mondial și a fost regăsit mai târziu la Dublin (Irlanda), unde se află și în prezent.[2]
- Mănăstirea „Buna Vestire” (Blagoveštenje) este una dintre cele mai vechi mănăstiri rămase în defileu, datând din perioada medievală a dinastiei Nemanjić. Ea se află pe malul stâng al râului, deasupra satului Ovčar Banja[1] și la doi kilometri distanță de Preobraženje. Mănăstirea a fost reconstruită în 1602 și a fost pictată în perioada 1602-1632.[1] Cunoscută pentru școala sa de transcrieri, ea adăpostește o icoană a Mântuitorului Hristos, care a fost o parte componentă a iconostasului din perioada întemeierii inițiale a mănăstirii,[3] și o icoană a Sfântului Avraam, cea mai cunoscută icoană de la mănăstirile din defileu. Din cauza neglijenței, mănăstirea a ajuns într-o stare foarte proastă, așa că iconostasul său a fost transferat la Belgrad la începutul secolului al XX-lea. După încheierea lucrărilor de restaurare a bisericii mănăstirii Blagoveštenje la începutul anilor 1990, iconostasul a fost returnat și reinstalat în biserică.[2]
- Mănăstirea „Înălțarea Domnului” (Vaznesenje) se află la câteva sute de metri de Jovanje, pe partea opusă a râului, pe versantul sudic al muntelui Ovčar. A fost restaurată pe ruinele vechii mănăstiri, care ar data din secolul al XVI-lea și de la care au fost găsite mai multe ornamente, inclusiv două rozete de marmură și ornamente florale. Un tetraevanghel din 1570 a fost păstrat în această mănăstire.[7]
- Mănăstirea „Schimbarea la Față” (Preobraženje), care se afla anterior pe malul stâng la doi kilometri în amonte de Nikolje, se află astăzi pe malul drept, vizavi de fostul ei amplasament. Menționată pentru prima dată în 1528, ea a fost demolată în 1911 pentru a permite construcția unei căi ferate.[7] A fost reconstruită în 1938 pe malul opus al râului. Ea are un rol strict misionar și este administrată după regulile monahale de la Muntele Athos.
- Mănăstirea „Întâmpinarea Domnului” (Sretenje) se află aproape de Sveta Trojica, pe versantul muntelui Ovčar,[1] lângă izvoarele pârâului Koronjski. Prima atestare documentară a mănăstirii este realizată de o inscripție de pe o evanghelie din 1571.[7] Biserica mănăstirii a fost repictată în 1844.
- Mănăstirea „Sfânta Treime” (Sveta Trojica), o mănăstire retrasă pe dealul de dincolo de Mănăstirea Blagoveštenje. A fost menționată pentru prima dată în documentele otomane din 1572. Din punct de vedere arhitectonic, Sveta Trojica este considerată a fi cea mai frumoasă dintre toate mănăstirile din defileul Ovčar-Kablar.[7]
- Mănăstirea „Sfântul Ilie” (Ilinje), situată pe dealul de deasupra tunelului Blagoveštenje, lângă Ovčar Banja. A fost construită în 1938 pe ruinele unei vechi mănăstiri. Are în patrimoniul ei o colecție numeroasă de manuscrise. Aici se află și un conac construit de prințul Miloš Obrenović.[7]
- Savinje, o biserică dedicată Sfântului Sava. A fost construită în 1938, în apropierea unui izvor, care este considerat un fenomen geologic. Apa izvorăște din stâncă, dar rămâne într-o nișă și nu curge din ea. Oricât de multă apă s-ar scoate de acolo, nișa se umple întotdeauna cu 2-3 litri de apă, motiv pentru care oamenii au considerat-o ca fiind o apă miraculoasă (apa sfințită a Sfântului Sava).[7]
- Kađenica sau „Peștera afumată” este o biserică amenajată într-o grotă. În timpul revoltei antiotomane din 1814 (Hadži Prodanova buna), mai mulți răsculați sârbi s-au adăpostit în grotă. Turcii au descoperit ascunzătoarea și au adus paie și lemn, cărora le-au dat foc, sufocându-i astfel pe toți cei din interior. Acest incident a dat numele peșterii. În 1940 rămășițele celor morți au fost recuperate, complet incinerate și îngropate în două sarcofage de piatră. Sarcofagele au fost amplasate în absida altarului bisericii din grotă, sub icoana Răstignirii lui Isus.[7]

## Legături externe
Materiale media legate de Defileul Ovčar-Kablar la Wikimedia Commons